# 格蘭威爾·威廉斯
查爾斯·韓生·格蘭威爾·威廉斯（Charles Hanson Greville Williams，1829年9月22日—1910年6月15日）是一名英國分析化學家、科學家，他從1853年後發表多篇科學論文。威廉斯生於格洛斯特郡卓特咸，死於霍利，葬於斯特里漢姆。

## 生平
1862年威廉斯被選為皇家學會院士。
十九世紀有許多化學家試圖了解天然橡膠的化學成分與結構，以便於歐洲製造原本必須遠渡重洋而來的天然橡膠。1860年，威廉斯以對天然橡膠進行毀餾的方式得到大量異戊二烯輕油。異戊二烯為聚異戊二烯單體，化學式為CH2:C(CH3)CH:CH2。此後70年，人們致力於以異戊二烯為單體在實驗室中合成橡膠，然而成果貧乏，直到1955年山謬爾·荷恩以齊格勒-納塔催化劑搭配立體化學的技巧成功才從異戊二烯單體合成聚異戊二烯。
1868年，威廉斯在紐約市成立賓福特的威廉斯、托馬斯、多爾染料廠（The Brentford dyestuff works Williams, Thomas and Dower）。該公司於1878年遭停業，威廉斯的兩個兒子盧博（Rupert）和路易斯（Lewis）在豪恩斯洛成立另一家染料廠以幫助吸收前公司的員工再就業。